# Wikstroemia stenophylla
Wikstroemia stenophylla är en tibastväxtart som beskrevs av Ernst Georg Pritzel och Friedrich Ludwig Diels. Wikstroemia stenophylla ingår i släktet Wikstroemia och familjen tibastväxter. Inga underarter finns listade i Catalogue of Life.